# Holm of Scockness
Holm of Scockness è un isolotto disabitato delle Orcadi, attualmente usato per il pascolo del bestiame. Il suo nome deriva dalla lingua norrena, e significa "isolotto del promontorio storto".

## Geografia e geologia
L'isola è costituita da arenaria rossa.
È situata nella parte nord del Rousay Sound, e separata da Rousay stessa dal Sound of Longstaing, e da Egilsay dall'Howie Sound.